# Seth Meyers
Seth Adam Meyers (Bedford, 28 de diciembre de 1973) es un presentador de televisión, productor, actor y comediante estadounidense. Ha participado entre 2001 y 2014 como jefe de guiones, guionista y presentador de Weekend Update y actor de Saturday Night Live. 
Desde el 24 de febrero de 2014 es el nuevo conductor de Late Night with Seth Meyers.

## Primeros años
Meyers nació y creció en Bedford, Nuevo Hampshire, y asistió a la escuela Manchester High School West en Manchester, Nuevo Hampshire. Se graduó de la Northwestern University en Evanston, Illinois, donde formó parte de la fraternidad Phi Gamma Delta. Meyers es el hermano mayor de Josh Meyers, quien fue miembro del elenco de MADtv y de la serie de comedia That '70s Show.

## Carrera
Antes de Saturday Night Live, Meyers inició su carrera de comediante como miembro del grupo "Mee-Ow" de su universidad, creado por Paul Warshauer y Josh Lazar. Continuó su carrera en ImprovOlympic con el grupo Preponderate y más tarde en Europa, como integrante del elenco de Boom Chicago, un grupo de comediantes en idioma inglés establecido en Ámsterdam, en el cual su hermano también fue miembro.
Meyers apareció con Brendan Fraser y Anita Briem en la película en 3-D de 2008 Viaje al centro de la Tierra. También hace un cameo en la película de 2008 Nick and Norah's Infinite Playlist como un ebrio que confunde al protagonista, Yugo. Luego, escribió el guion y protagonizó la película llamada Key Party. También protagonizó la comedia de 2004 See This Movie con John Cho. En julio de 2008, Meyers dirigió la serie de Internet The Line en Crackle. Meyers ha conducido los Premios Webby dos veces, en 2008 y 2009. En 2009, Meyers fue el anfitrión de la Microsoft Company Meeting de Safeco Field en Seattle, Washington.

### Saturday Night Live
Meyers se unió al elenco de Saturday Night Live en 2001. En 2005, fue promovido a supervisor del guion, y en enero de 2006 pasó a ser coescritor principal, compartiendo el cargo con Tina Fey y Andrew Steele. En 2004, audicionó para conducir Weekend Update con Fey, pero perdió contra Amy Poehler. Luego de la partida de Fey, Meyers se convirtió en el guionista principal para la temporada 2006-2007 y también la reemplazó en el segmento Weekend Update. Cuando Poehler abandonó el programa durante la temporada 2008-2009, Meyers permaneció como el único presentador. En otoño de 2009, Seth cocondujo dos episodios de Saturday Night Live Weekend Update Thursday con Poehler. 
Durante las elecciones presidenciales de 2008 en Estados Unidos, en una aparición en The Late Show with David Letterman, la antigua integrante del elenco de SNL Tina Fey reconoció a Meyers como el guionista de los segmentos en que la actriz expresaba su opinión acerca de la candidata a vicepresidente por el Partido Republicano Sarah Palin.
En SNL, Meyers ha personificado a varias figuras, tales como John Kerry, Michael Caine, Anderson Cooper, Carrot Top, el Príncipe Carlos, Ryan Seacrest, Sean Penn, Stone Phillips, Tobey Maguire, Peyton Manning, Ben Curtis (también conocido como Dell Dude), Ty Pennington, Bill Cowher, Brian Williams, Nicollette Sheridan, Wade Robson, Donald Trump Jr., Tom Cruise y Kevin Federline. Sus personajes recurrentes incluyen a Zach Ricky, presentador del programa de cámaras ocultas para niños llamado "Pranksters"; Nerod, el recepcionista del segmento "Appalachian Emergency Room"; David Zinger, un científico que suele insultar a sus compañeros de trabajo; DJ Johnathan Feinstein, el DJ de la cámara web de "Jarett's Room"; Dan Needler, miembro de la pareja casada "que debería estar divorciada", junto a Amy Poehler; y William Fitzpatrick, del talk show irlandés "Top o' the Morning."
Meyers apoyó y se unió a la huelga de 2007-2008 de guionistas de la Writers Guild of America. Cuando lo entrevistaron, dijo "Todos sabemos la suerte que tenemos con los trabajos que tenemos. No pedimos demasiado. Hay que cambiar las reglas porque la gente está viendo la televisión de una manera diferente". En otras entrevistas mencionó que se arrepiente de haberse perdido gran parte de las primeras instancias de las campañas presidenciales.
Su salida de SNL se produjo el 1 de febrero de 2013; la conducción de Weekend Update fue llevada a cabo por Bill Hader, como Sefon, Amy Poehler, Andy Samberg y Fred Armisen, como el gobernador David Peterson. El puesto de Weekend Update fue ocupado por el jefe de escritores Colin Jost, quien asumió el 1 de marzo.

### Late Night
El 12 de mayo de 2013, la cadena NBC confirmó que Meyers reemplazaría a Jimmy Fallon en el programa Late Night.
El 24 de febrero de 2014, Meyers asumió la conducción de Late Night with Seth Meyers, en la cadena NBC, debido a la salida de Jimmy Fallon de Late Night para asumir la conducción de The Tonight Show Starring Jimmy Fallon.

### Otros proyectos
Meyers ganó un premio de cien mil dólares en la tercera temporada de Celebrity Poker Showdown y donó el dinero a la fundación Jimmy Fund de Boston. En 2008, Meyers donó más de cuatro mil dólares a la campaña presidencial de Barack Obama. Meyers y su compañero de SNL Bill Hader crearon un cómic del Hombre Araña titulado "The Short Halloween". Fue ilustrado por Kevin Maguire y salió a la venta el 29 de mayo de 2009, cosechando críticas positivas. Meyers, junto con Mike Shoemaker de SNL, creó una serie animada de media hora de duración llamada "The Awesomes", adquirida por MTV, que fue producida por la compañía de Lorne Michaels, Broadway Video.

## Vida personal
Meyers se comprometió con la abogada Alexi Ashe, en julio de 2013. Se casaron el 1 de septiembre de 2013, en Martha's Vineyard. Su hijo, Ashe Olsen Meyers, nació el 27 de marzo de 2016. El 8 de abril de 2018, el segundo hijo de la pareja, Axel Strahl Meyers, nació en el lobby de su apartamento. En septiembre de 2021 nació su hija Adelaide.
Meyers es fanático de los Boston Red Sox, los Pittsburgh Steelers y los Pittsburgh Penguins. Tiene una cicatriz en su mejilla causada por un accidente mientras se encontraba en Bermuda.

## Filmografía

### Cine
| Año  | Título                                                   | Papel                 | Notas |
| ---- | -------------------------------------------------------- | --------------------- | ----- |
| 2004 | See this Movie                                           | Jake Barrymore        |       |
| 2004 | Maestro                                                  | Tim Healy             |       |
| 2005 | Perception                                               | Steven                |       |
| 2005 | The Adventures of Big Handsome Guy and his Little Friend | Disgruntled Dork      |       |
| 2006 | American Dreamz                                          | Chet Krogl            |       |
| 2008 | Viaje al centro de la Tierra                             | Profesor Alan Kitzens |       |
| 2008 | Nick and Norah's Infinite Playlist                       | Hombre ebrio en Yugo  |       |
| 2009 | Spring Breakdown                                         | William Rushfield     |       |
| 2010 | Key Party                                                |                       |       |
| 2011 | New Year's Eve                                           | Griffin Christensen   |       |
| 2011 | I Don't Know How She Does It                             | Chris Bunce           |       |

### Televisión
| Año           | Título                                      | Papel                       | Notas                                                         |
| ------------- | ------------------------------------------- | --------------------------- | ------------------------------------------------------------- |
| 2001          | Spin City                                   | Doug                        | Episodio: "Rain on My Charades"                               |
| 2001–2014     | Saturday Night Live                         | Él mismo; varios personajes | Jefe de escritores                                            |
| 2008–2012     | Saturday Night Live Weekend Update Thursday | Él mismo                    | 8 episodios                                                   |
| 2010          | 2010 ESPY Awards                            | Él mismo; conductor         | Especial para televisión                                      |
| 2011          | White House Correspondents Dinner           | Él mismo                    | Especial para televisión                                      |
| 2011          | 2011 ESPY Awards                            | Él mismo; conductor         | Especial para televisión                                      |
| 2012          | The Mindy Project                           | Matt                        | Episodio: "Hiring and Firing"                                 |
| 2013          | The Office                                  | Él mismo                    | Episodio: "Finale"                                            |
| 2013          | The Awesomes                                | Prock (voz)                 | También creador, escritor, productor ejecutivo y actor de voz |
| 2014-presente | Late Night with Seth Meyers                 | Él mismo; conductor         | También escritor y productor ejecutivo                        |